# Loeselia amplectens
Loeselia amplectens är en blågullsväxtart som först beskrevs av William Jackson Hooker och Arn., och fick sitt nu gällande namn av George Bentham. Loeselia amplectens ingår i släktet Loeselia och familjen blågullsväxter. Inga underarter finns listade i Catalogue of Life.